# Büchergilde Gutenberg

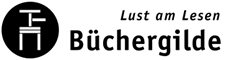
Logo-ul Büchergilde

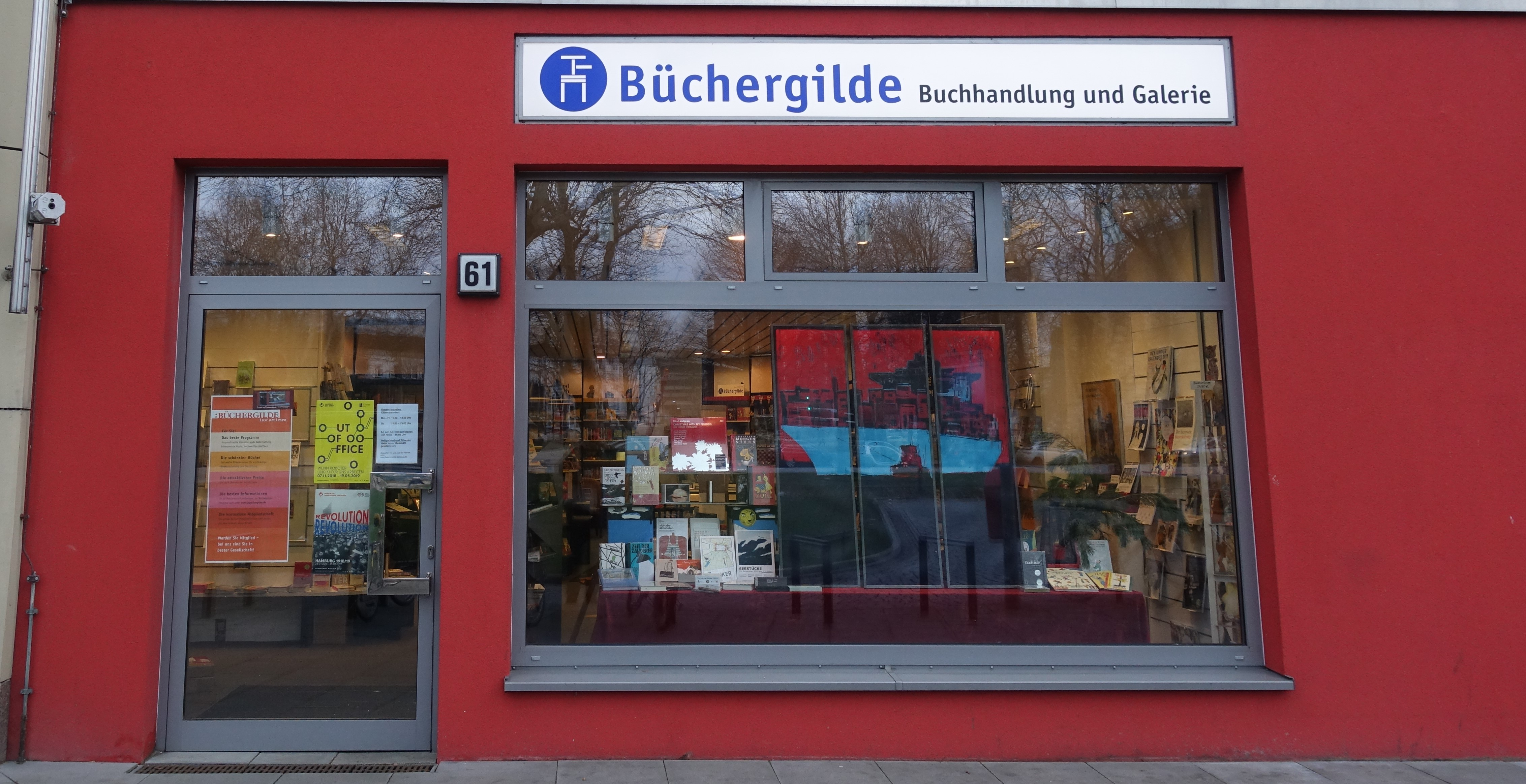
Sediul Büchergilde din complexul Gewerkschaftshaus din Hamburg de pe Besenbinderhof 61

Büchergilde Gutenberg, sau mai pe scurt Büchergilde, este un club de carte cu o editură proprie, care are sediul în Frankfurt pe Main. Creată inițial în mediul sindical, ea este acum este o cooperativă editorială. Büchergilde Gutenberg are o mare tradiție în realizarea artistică a cărților și în legarea lor manuală. În special, tradiția cărților ilustrate artistic a stabilit reputația excelentă a editurii, care a primit până în prezent numeroase premii și distincții pentru designul cărților publicate de ea.

## Istoric
Büchergilde a fost fondată la 29 august 1924 de către Asociația pentru Educație a Tipografilor Germani (Bildungsverband der Deutschen Buchdrucker), la inițiativa președintelui său, Bruno Dreßler din Leipzig. Cofondator al editurii a fost Ernst Preczang, care a devenit primul director editorial. Înscriindu-se în tradiția mișcării muncitorești germane, ea a dorit să le ofere oamenilor săraci accesul la educație și cultură prin cărți ieftine. Ca instituție culturală a oamenilor muncii (Kulturinstitution der Werktätigen), Büchergilde a inclus în programul ei editorial lucrări cu impact social ale unor autori moderni, precum B. Traven, Oskar Maria Graf, Martin Andersen Nexö, Jack London și Mark Twain. 
La jumătate de an de la fondare, Büchergilde avea aproximativ 5.000 de membri. Începând din 1925 a apărut lunar revista afiliată Die Büchergilde. În 1928 sediul Büchergilde s-a mutat la Berlin, iar funcția de director editorial a fost preluată de Erich Knauf. Până în 1931 au fost înființate 27 de filiale în Germania, precum și filiale la Praga, Viena și Zürich. Până în 1933 au fost publicate 174 de titluri de carte într-un tiraj total de 2,5 milioane de exemplare. Cofondator al filialei austriece a Büchergilde a fost Josef Luitpold Stern. În 1933 Büchergilde din Germania avea 85.000 de membri. După preluarea puterii de către național-socialiști, birourile din Berlin au fost ocupate în 1933 de SA, iar persoanele prezente au fost nevoite să-i salute pe Hitler. Majoritatea angajaților au fost concediați, fondatorul Bruno Dreßler a fost arestat, Büchergilde a fost nazificată și ulterior încorporată în timpul dictaturii naziste în organizația sindicală Deutsche Arbeitsfront. 
În 15 mai 1933 filiala elvețiană a Büchergilde a devenit un club de carte independent de clubul de carte din Germania, cu sediul la Zürich, și și-a continuat activitatea sub conducerea lui Bruno Dreßler (până în 1946) în cooperare cu filialele de la Viena și Praga. Clubul elvețian Büchergilde  avea 110.000 de membri la sfârșitul celui de-al Doilea Război Mondial. 
După 1945, fiul fondatorului, Helmut Dreßler, a relansat Büchergilde în Republica Federală Germania. Büchergilde a început „un nou capitol în istoria sa” (p. 5 dintr-un volum de povestiri de Arnold Zweig) în anul 1949. Erich Kästner, Stefan Zweig și Golo Mann au fost printre primii autori tipăriți. Până la moartea sa, în decembrie 1974, Helmut Dreßler a publicat cărți tipărite profesionist și bine ilustrate. Printre tipografi s-a numărat, de exemplu, Karl Franke, care a realizat designul general al edițiilor operei lui Jack London. 
Tradiția unei tipăriri de calitate continuă și astăzi. Cele două publicații Das Gewissen steht auf (1955) și Das Gewissen entscheidet, cu 64 de imagini ale Rezistenței germane din perioada 1933-1945, au adus un omagiu de durată victimelor și adversarilor dictaturii naziste și au păstrat vie memoria istoriei germane recente. 
Büchergilde a aparținut pentru o lungă perioadă de timp federației sindicale BGAG, care a vândut-o în 1998 către cinci foști angajați, sub conducerea fostului director general Mario Früh. Începând din 2015 ea este o cooperativă editorială. Cu toate acestea, există încă numeroase librării partenere ale Büchergilde în clădirile sindicatelor, ca de exemplu DGB Berlin-Brandenburg și DGB Hanover, sau, de asemenea, în clădirile ce adăpostesc sediile federațiilor sindicale. 

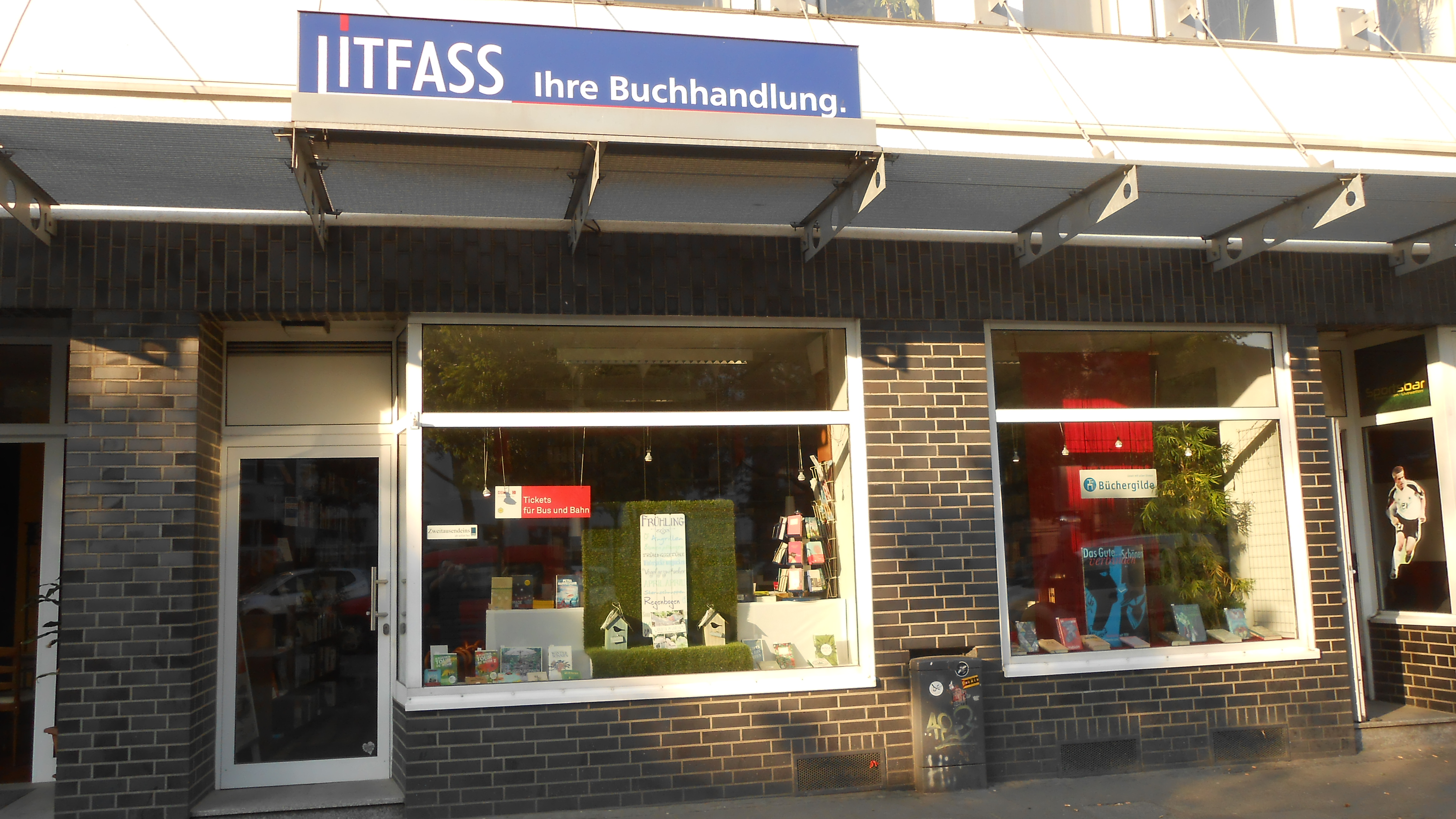
Librăria Litfass, partener al Büchergilde din Dortmund

Mario Früh s-a retras în 2017. Începând din octombrie 2017 Alexander Elspas este directorul editurii și președinte al consiliului de administrație al Büchergilde Gutenberg Verlagsgenossenschaft.

## Activitate
În 2018 Büchergilde avea proximativ 60.000 de membri în Germania și 2.300 în Elveția, care s-au angajat să comande o carte pe trimestru. Membrii comandă online, telefonic, în scris sau într-una dintre cele 90 de librării partenere din Germania, Austria și Elveția. Programul Büchergilde acoperă ediții autorizate a cărților bogate în conținut și cu o înaltă calitate, ediții originale proprii, DVD-uri, cărți audio, CD-uri muzicale și articole din Colecția Büchergilde. În plus, există diverși parteneri precum Folio Society din Anglia, Bear Family Records, Trikont, Jaro Medien și Hänssler Klassik. 

## Edition Büchergilde
În toamna anului 2002 a fost fondată editura independentă Edition Büchergilde ca parte a Büchergilde Gutenberg, care are sediul central tot la Frankfurt pe Main. Acest lucru a făcut posibilă oferirea unor cărți proprii pe piața de carte. Edition Büchergilde publică literatură de ficțiune și non-ficțiune, precum și colecția Die Bibliothek von Babel cu ilustrații de copertă realizate de Bernhard Jäger. În plus, Edition Büchergilde publică cărți de artă în colecția Das Illustrierte Buch și în colecția Die Tollen Hefte, coordonată inițial de Armin Abmeier și apoi de Rotraut Susanne Berner. Începând din toamna anului 2008 scriitorul Ilija Trojanow coordonează colecția Weltlese. Lesereisen ins Unbekannte a Edition Büchergilde. 

## Premiul pentru eseu al Büchergilde
Începând din anul 2000 a fost acordat, la fiecare doi ani, premiul pentru eseu al Büchergilde, un premiu literar pentru un anumit subiect. 

## Distincții
Edițiile bibliofile ale Büchergilde pot fi găsite aproape în fiecare an în cataloagele Stiftung Buchkunst și în expoziția Schönste Bücher aus aller Welt (Cele mai frumoase cărți din întreaga lume). 

## Lucrări (selecție)
- 1924 – Mark Twain: Mit heiteren Augen. Geschichten. Traducere germană realizată de Margarete Jacobi, Henny Koch și L. Ottmann. Texte selectate de Ernst Preczang. 192 p. Büchergilde Gutenberg, Leipzig (Salomonstr. 8). Numai pentru membrii BG. Primul volum editat de BG.
- 1925 – Moritz Hartmann: Der Krieg um den Wald. Eine Historie. BG, Leipzig. 192 p.
- 1925 – Ernst Preczang: Im Satansbruch. Märchen. Cu xilogravuri de Otto Rudolf Schatz. BG, Leipzig. 30 p.
- 1925 – Ernst Preczang: Der leuchtende Baum und andere Novellen. BG, Leipzig
- 1925 – Colin Ross: Fahrten- und Abenteuerbuch. BG, Leipzig. 236 p.
- 1926 – B. Traven: Das Totenschiff. Die Geschichte eines amerikanischen Seemanns. BG, Berlin. 256 p.
- 1926 – Luitpold Stern: Der entwurzelte Baum. Cu xilogravuri de Otto Rudolf Schatz. 18 p. BG, Berlin
- 1926 – Mikkjel Fönhus: Der Troll-Elch. Die Geschichte Gaupas, des Jägers vom Mottal. Traducere din norvegiană de Julius Sandmeier și Sophie Angermann. BG, Berlin. 168 p.
- 1928 – B. Traven: Land des Frühlings. Fotografii realizate de autor. Design proiectat de Curt Reibetanz. Prima ediție. BG, Berlin. 429 p., 64 pagini de anexe.
- 1948 – Das Josef-Luitpold-Buch. Lyrik und Prosa aus 4 Jahrzehnten von Josef Luitpold Stern. Texte selectate și îngrijite de Alfred Zohner. Xilogravuri de Otto Rudolf Schatz. BG, Viena. 247 p.
- 1974 – Joachim Fest: Hitler. Eine Biographie. Cu 213 de imagini și fotocopii de texte. BG, Frankfurt a. M. / Berlin / Viena, ISBN 3-7632-1828-9, 1.190 p. (numai pentru abonați)

## Legături externe
- Site oficial
- Die Geschichte des Verlagshauses Büchergilde Gutenberg
- Edition Büchergilde
- Büchergilde Gutenberg Verlagsgenossenschaft eG
- Die Bibliothek von Babel